# Ewald Frank (Prediger)

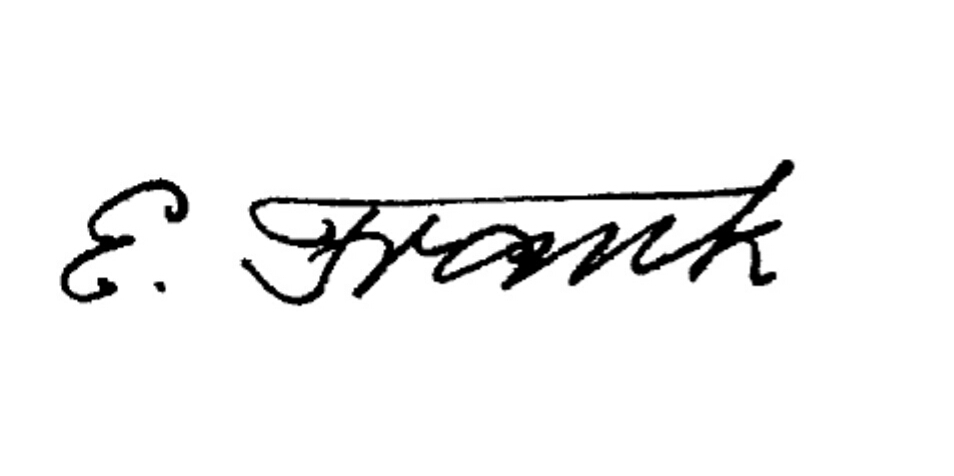
Unterschrift von Ewald Frank

Ewald Frank (* 24. Dezember 1933 bei Danzig; † 8. Juni 2024 in Krefeld) war ein deutscher Prediger, Gründer und Leiter der pfingstlichen Gemeinschaft Freie Volksmission in Krefeld. Er war ein Anhänger des umstrittenenen Predigers William Branham und vertrat dessen Sonderlehren in Wort und Schrift. Frank war zudem spiritueller Nachfolger von Paul Schäfer, dem ehemaligen Anführer der Sektensiedlung Colonia Dignidad in Chile.

## Anfänge
Frank lebte nach Ende des Zweiten Weltkriegs in Westdeutschland. Bis 1955 widmete er sich dem Selbststudium der Bibel. Nach Großveranstaltungen des US-Predigers William Branham und anderer in Karlsruhe bildete sich in Krefeld ein kleiner Anhängerkreis, dessen Leiter Ewald Frank wurde. Von 1956 bis 1959 hielt er sich in den USA und Kanada auf.
Die Anfänge der Freien Volksmission gehen auf Silvester 1959 zurück. An diesem Tag hatte Ewald Frank 14 Personen in seine Krefelder Privatwohnung zu einem Treffen eingeladen. Am Ende dieser Begegnung stand ein engerer Zusammenschluss der Versammelten, der zur Keimzelle der späteren Gemeinde wurde.
1962 vernahm Ewald Frank nach eigenen Angaben „die Stimme des Herrn“. Seitdem fühlte er sich in den „geistigen Dienst“ berufen. Zunächst war er in Pfingstgemeinden tätig, seit dem Tod Branhams sah er sich aber dazu berufen, dessen endzeitliche Botschaft weiterzutragen.

## Gründung der Volksmission
Frank mietete einen kleinen Saal in Krefeld und nahm seine volksmissionarische Arbeit auf. 1964 wurde die von Frank gegründete Freie Volksmission Krefeld als gemeinnütziger Verein anerkannt. Sie hatte zu diesem Zeitpunkt 250 Mitglieder. Im selben Jahr fuhr Ewald Frank zum ersten Mal nach Indien, um dort zu missionieren. Im Oktober 2014 brach er zu seiner 25. Indien-Mission auf.
Frank ließ sich in den 1970er Jahren scheiden. Er schrieb daraufhin ein Buch „Heirat und Scheidung“, in dem er die Scheidung zu rechtfertigen versuchte. Frauen spielen in der Freien Volksmission eine untergeordnete Rolle, die Frank, wie sein Vorbild Branham, mit dem Sündenfall im Paradies und in der sexuellen Anziehung der Frau begründet sieht.
Frank unternahm viele Missionsreisen.

## Bezüge zur Colonia Dignidad
Frank missionierte nach der Flucht des Sektenführers Paul Schäfer unter den Mitgliedern der Colonia Dignidad in Chile, taufte dort unter anderem 2004 massenhaft neue Anhänger und ließ die Krefelder Volksmission zu einem Anziehungspunkt für flüchtige Mitglieder der Gemeinschaft werden. Chiles Regierung befürchtete die Entstehung einer neuen Sekte und belegte ihn 2005 mit einer neunjährigen Einreisesperre. Wegen der Berichterstattung in der Rheinischen Post und Telepolis über seine Nähe zur Colonia Dignidad führte Frank presserechtliche Verfahren gegen Journalisten beider Medien; unter anderem wurde um die Frage gestritten, ob Frank flüchtigen und von Chile gesuchten Kadern der Sekte „Zuflucht“ gewährt hatte.
Bereits 2005 schrieb Helen Zuber im Spiegel: „Wie einst Schäfer, beschwört auch Missionar Ewald Frank aus Krefeld finstere Visionen vom Weltuntergang. Auch er warnt vor den Verlockungen der verdorbenen Welt da draußen. Gern lässt er ein paar fromme Videos da, um die sich Schäfers Waisen gläubig versammeln. Es ist fast schon wieder wie früher.“
Die Rechtsanwältin Petra Schlagenhauf, die Opfer der Colonia Dignidad vertritt, sagte 2014 DLR Berlin: „Nachdem Schäfer nicht mehr da war, tauchte ein neuer Prediger auf namens Ewald Frank aus Krefeld, und hat seine spirituelle Nachfolge angetreten, Massentaufen veranstaltet, Leute in Deutschland empfangen, die aus der Kolonie kamen, und dieser Mann vertritt ebenfalls eine sehr fundamentalistisch christliche Linie, hat keine theologische Ausbildung, hat aber ein kirchliches Zentrum in Zürich und ein weiteres in Krefeld, das ist die Zentrale.“
2014 besuchten knapp 20 der 100 zurückgekehrten Bewohner die Gottesdienste der Volksmission in Krefeld, sagte Ewald Frank 2014. Der Arzt und ehemalige Assistent Paul Schäfers Hartmut Hopp lebt ebenfalls in Krefeld und besucht die Volksmission. Er ist aus Chile geflüchtet, nachdem ihn dort ein Gericht wegen Beihilfe zum Kindesmissbrauch und zur Freiheitsberaubung zu fünf Jahren Haft verurteilt hatte. 2011 hatte Frank noch behauptet: „Der Mann ist nicht hier, zumindest jetzt noch nicht. Was künftig passiert, kann ich ja nicht sagen.“ Frank bestritt in der Rheinischen Post noch 2011 jegliche Verbindung zur Colonia Dignidad.

## Theologie
Ziel der Freien Volksmission ist die „völlige Rückkehr zur Lehre und Praxis der Urgemeinde in der Apostelzeit“, zitiert idea die Mission. Frank und seine Volksmission lehnen die Konzilsbeschlüsse als „Fälschung des Original-Wortes“ ab. Das alle großen christlichen Kirchen verbindende Nizänische Glaubensbekenntnis und die Trinität (Dreieinigkeit) lehnt Frank ebenso ab. Er praktiziert die Gläubigentaufe und legt seinen Anhängern nahe, aus ihren bisherigen Glaubensgemeinschaften auszutreten.

## Einordnung
Anlässlich des 50-jährigen Jubiläums ordnete der Leiter der Evangelischen Zentralstelle für Weltanschauungsfragen (EZW), Reinhard Hempelmann die Volksmission ein. Die Freie Volksmission sei eine „endzeitlich ausgerichtete christliche Sondergemeinschaft, die das Erbe des umstrittenen pfingstlichen Heilungsevangelisten William M. Branham pflegt“. Die von Frank verbreitete Glaubenslehre stelle nicht die beanspruchte „reine biblische Wahrheit“ dar. „Sie weicht vielmehr in zentralen Punkten vom Glaubenskonsens der ökumenisch verbundenen christlichen Kirchen und Gemeinschaften ab“, stellte Hempelmann klar.

## Publikationen (Auswahl)
- Das Konzil Gottes. Rathmann, Marburg 1964.
- William Branham, ein Prophet von Gott gesandt. Krefeld o. J. (nach 1969).
- Das traditionelle Christentum – Wahrheit oder Täuschung? Freie Volksmission, Krefeld 1992.
- Die Offenbarung: ein Buch mit 7 Siegeln? Freie Volksmission, Krefeld 1994.
- Was sagt die Heilige Schrift? Die christlichen Grundlehren auf dem Prüfstand. QuickPrinter, Overath 2006.